# ニクロサミド
ニクロサミド(Niclosamide)は商標名のニクロシド(Niclocide)で売られているサナダムシの駆虫に使用される医薬品である。裂頭条虫症、ヒメノレア症、テニヤ条虫症に対して効果がある。その他の蟯虫感染症または線形動物に対しては効果がない。経口薬である。
副作用は吐き気、嘔吐、腹痛、便秘、かゆみがあげられる。妊娠中でも服用が可能であり、胎児への影響はなく安全とされる。ニクロサミドは駆虫薬に分類される。条虫への糖分の吸収を妨ぐことにより効果がある。
ニクロサミドが発見されたのは1958年である。世界保健機関の必須医薬品リストに掲載されており、最も効果的で安全な医療制度で必要とされる医薬品である。 開発途上国での一貫の治療に使われる薬の卸値は約＄0.24米ドルである。アメリカでは、一般販売されていない。日本でも販売されていない。他の多くの動物に効果的である。
2018年以降、世界各国の研究機関によってニクロサミドの幅広い効能が注目され、研究され始めている。抗寄生虫薬としての効果に留まらず、ウイルス感染症、II型糖尿病、非アルコール性脂肪肝炎、動脈狭窄、子宮内膜症、神経因性疼痛、関節リウマチ、移植片対宿主性強皮症、全身性硬化症等といった全身性疾患の治療に応用できないか検討と研究開発が行われている。しかし間接的に非常に多くの作用が働いている可能性があるため、これらの生体化学反応が重大な副作用を引き起こさないか、作用機構を詳細に解明する必要性が高まっている。

## 作用機序
ニクロサミドは、サナダムシのグルコース取り込み、酸化的リン酸化、嫌気性代謝を阻害する。

## 研究開発
ニクロサミドは、数多くの癌の治療薬として研究された事がある。ニクロサミドには細胞の異常な増殖を阻害する効能があり、これが抗がん剤としての機能を果たしている可能性がある。
ニクロサミドとオキシクロザニド（サナダムシ駆虫薬）は、2015年の研究で「メチシリン耐性黄色ブドウ球菌（MRSA）に対する強いin vivo およびin vitro の活性」を示す事が判明した。ブドウ球菌だけでなく他の細菌についても抗菌作用が働いている可能性が示唆されている。
2018年には、非培養大脳皮質ニューロンにおいて、ニクロサミドがPTEN誘導キナーゼ1を強力に活性化することが確認された。 PINK1の機能障害はパーキンソン病の一種である事から、ニクロサミドとその誘導体化合物は、パーキンソン病の研究ツールとして、また治療の手段として魅力的である。
ニクロサミドをCOVID-19の治療に転用しようとの研究が行われている。
「吸収率が低い、非常に短い血中濃度半減期」という大きな欠点を韓国のバイオ企業、現代バイオサイエンス社が解決したと発表生体適合性無機物質を使用した独自の薬物送達技術を利用して薬剤を吸収しやすくしたという。ニクロサミドは水への溶解度が0.23 µg mL−1と非常に低いため、経口投与した場合のバイオアベイラビリティが低く(10%)少量の薬剤しか全身循環に到達しないという課題が60年間残っていた。
その後、生体実験で世界初となるニクロサミドの抗ウイルス剤(CP-COV03)としての効能を立証した。ニクロサミドは、体内の細胞自食作用であるオートファジーを活性化する薬理作用があるという。また抗炎症作用も確認されている。
2023年8月、現代バイオサイエンスUSAは、Xafty(CP-COV03)の共同開発と臨床試験でアメリカ国立衛生研究所と契約することを発表。NIAIDはまず前臨床動物実験を実施する。NIHが米国での臨床研究を担当し、すべての財政的費用を負担するという。
2023年6月、感染症と微生物学に関する会議の1つである米国微生物学会（ASM）Microbe会議の「Emerging Science」セッションにおいてCP-COV03の臨床成果について発表された。 SERSウイルスだけでなく、MARS、オルトミクソウイルス科、ヘルペスウイルス科、フラビウイルス科、パラミクソウイルス科、フィロウイルス科など他のウイルスにも効果があることが判明した。
その他イベルメクチン(低濃度では抗ウイルス作用は低いが抗炎症作用は有する)とニクロサミドという2つの薬剤を併合した吸入用乾燥粉末を開発した薬学大学もいくつか存在する。噴霧乾燥法を用いて微粒子にしている。

## 将来への備え
将来に起きうるパンデミックへの初期対応で、ワクチンよりも抗ウイルス薬が鍵となる可能性を示唆する記事が米国によって取り上げられているが、ニクロサミドのように複数のウイルスに効果を発する抗ウイルス薬の開発は非常に難度が高いとされている。